# Secretaria Estadual de Educação do Ceará
| Secretaria Estadual de Educação do Ceará                                                                      |                                   |
| Av. General Afonso Albuquerque Lima, s/n - Cambeba, Fortaleza, CE CEP 60.822-325 https://www.seduc.ce.gov.br/ |                                   |
| Criação | 15 de setembro de 1916 (108 anos) |
| Atual secretária                                                                                              | Eliana Nunes Estrela              |

A Secretaria Estadual de Educação do Ceará (Seduc) foi criada em 15 de setembro de 1916 e está localizada no bairro Cambeba, em  Fortaleza, e é responsável por 32 escolas de ensino pré-escolar, 356 de ensino fundamental e 538 do ensino médio.

## Histórico
Criada com o nome de Inspetoria Geral da Instrução Pública, a atual Secretaria Estadual de Educação do Ceará (Seduc) tinha como objetivo a inspeção do ensino primário do Estado da execução das deliberações do Governo para esse mesmo ensino. Em dezembro de 1945, o Decreto Lei nº 1.440 cria a Secretaria de Educação e Saúde do Estado do Ceará e seus serviços. A partir de um decreto assinado em 1961, o governo retira da pasta as atividades da área de saúde e inclui a cultura, passando a chamar-se Secretaria de Educação e Cultura. Somente em 1996 a Secretaria teve seu nome mudado para Secretaria de Educação Básica na Lei nº 12.613, de 07/08/1996.
- Decretos
  - Decreto 1.375 de 15 de Setembro de 1916 – cria a Inspetoria Geral de Instrução Pública que tinha como objetivo a inspeção do ensino primário do Estado e da execução das deliberações do Governo para esse mesmo ensino.
  - Lei nº 2.226 de 10 de novembro de 1924 – reorganiza a Diretoria Geral da Instituição que estabeleceu o número, cargos e vencimentos dos funcionários.
  - Decreto Lei Federal nº 8.219 de 26 de novembro de 1945 - cria e aumenta funções gratificadas do Departamento Geral de Educação.
  - Decreto Lei nº 1.440 de dezembro de 1945 - cria a Secretaria de Educação e Saúde do Estado do Ceará e seus primeiros serviços: Diretoria Técnica de Educação, Colégio Estadual do Ceará, Escola Normal Justiniano de Serpa, Escola Normal Rural de Juazeiro, Departamento Estadual de Saúde e Serviço de Educação Física. A secretaria teve a seguinte constituição: Gabinete do Secretário, Secção do Expediente, Secção de Contabilidade, Secção de Estatística Educacional, Secção Técnica, Secção de Comunicação, Turma de Pessoal, Delegacias Regionais do Ensino, Inspetorias do Ensino Normal Comum, Inspetorias do Ensino Normal Rural, Assistência Dentária Escolar, Escola Normal Rural de Juazeiro, Cursos Técnicos Profissionais Femininos, Portaria, Biblioteca, Almoxarifado.
  - Decreto Lei nº 5.427 de 27 de junho de 1961 – publicado no D.O.E. 28/06/1961, páginas 2614/16 – desdobra  a Secretaria de Educação e Saúde em Secretaria de Educação e Cultura.
  - Lei nº 6.759 de 13 de novembro de 1963 – publicado no D.O.E. 14/11/1963, páginas 4982/83, reorganiza a Secretaria de Educação e Cultura.
  - Lei nº 12.613, de 07 de agosto de 1996 – muda o nome para Secretaria de Educação Básica.

## Estrutura organizacional
A Secretaria divide sua estrutura organizacional em várias instâncias onde estão lotados os principais agentes administrativos e órgãos administrados e/ou sob a sua responsabilidade.
Na direção superior, encontram-se a secretária de Educação e o secretário adjunto. Logo em seguida, na chamada gerência superior, está a secretaria executiva do órgão, elo entre os dois primeiros e o todo o corpo operacional da Seduc.
| Gerência Superior - Secretaria Estadual de Educação do Ceará                                        | Gerência Superior - Secretaria Estadual de Educação do Ceará |
| Secretarias Executivas                                                                              | Titulares                                                    |
| --------------------------------------------------------------------------------------------------- | ------------------------------------------------------------ |
| Secretaria Executiva de Gestão da Rede Escolar                                                      | Ciza Viana Moreira                                           |
| Secretaria Executiva de Cooperação com os Municípios                                                | Emanuelle Grace                                              |
| Secretaria Executiva de Equidade, Direitos Humanos, Educação Complementar e Protagonismo Estudantil | Helder Nogueira                                              |
| Secretaria Executiva de Planejamento e Gestão Interna                                               | José Iran da Silva                                           |
| Secretaria Executiva do Ensino Médio e Profissional                                                 | Jucineide Fernandes                                          |

Assistindo a toda secretaria ficam os Órgãos de assessoramento, onde estão lotados os profissionais da Assessoria Especial do Gabinete (Asseg), Assessoria de Desenvolvimento Institucional (Adins), Assessoria Jurídica (Asjur), Assessoria de Tecnologia da Informação (Astin) e a Ouvidoria da Seduc.
Responsáveis pelo desenvolvimento das atividades estão os chamados Órgãos de Execução Programática, que são: Coordenadoria de Planejamento e Políticas Educacionais (Coped), Coordenadoria de Desenvolvimento da Escola (Codesc), Coordenadoria de Cooperação com os Municípios (Copem) e a Coordenadoria de Avaliação e Acompanhamento da Educação. Cada uma destas tem, por sua vez, células específicas que desenvolvem o planejamento elaborado pela direção da Seduc.
Agindo diretamente sobre as metas desenvolvidas pela secretaria também estão os chamados Órgãos de Execução Instrumental, que são: Superintendência das Escolas Estaduais de Fortaleza (Sefor) (que também é responsável por outras escolas de ensino público do Estado do Ceará), Coordenadoria Administrativo Financeira (Coafi) e Coordenadoria de Gestão de Pessoas. Estas também tem, por sua vez, núcleos e cédulas que atuam diretamente com os setores sob a supervisão dos Órgãos de Execução Instrumental.
Atuando diretamente com cada escola e sendo responsável pela aplicação maioria das ações desenvolvidas pela Seduc está o Órgão de Execução Regional, as chamadas Coordenadorias Regionais de Desenvolvimento da Educação (Crede’s). Divididas em 20 Coordenadorias Regionais de Desenvolvimento da Educação, as CREDE’s são responsáveis pelas escolas estaduais de todo o Ceará e, com seus núcleos, agem diretamente com os professores, coordenadores e demais atores da educação do estado em atividades nas unidades de ensino.
A Seduc também disponibiliza os nomes e os contatos de todos os responsáveis por todos os órgãos citados acima OnLine.

## Regimento
Outro documento do órgão disponível OnLine é a publicação do Regimento da Secretaria, encontrado em um exemplar do diário oficial do Estado do Ceará, com as atribuições de todos os atores que constituem os cargos gestores vinculados à Seduc desde a data da publicação. 

## Missão
Garantir educação básica com eqüidade e foco no sucesso do aluno.

## Visão
Ser uma organização eficaz com um ambiente de trabalho acolhedor e propício ao desenvolvimento de pessoas, assegurando, até 2010, a matrícula de todas as crianças e jovens de 4 a 18 anos, a melhoria dos resultados de aprendizagem em todos os níveis de ensino e a efetiva articulação do ensino médio à educação profissional.

## Valores
- Qualidade
- Equidade
- Transparência
- Eficiência
- Ética
- Participação

## Objetivos estratégicos
1. Fortalecer o regime de colaboração com foco na alfabetização das crianças na idade certa.
2. Melhorar a qualidade da Educação Básica em todos os níveis de ensino.
3. Ampliar o acesso e elevar os indicadores de permanência e fluxo no Ensino Médio.
4. Diversificar a oferta do Ensino Médio, visando sua articulação com a educação profissional e continuidade dos estudos.
5. Valorizar os profissionais da educação, assegurando seu desenvolvimento, direitos e deveres.
6. Desenvolver modelos de gestão organizacional e escolar, focados na aprendizagem.

## Projetos em cooperação com os municípios
Programa Alfabetização na idade certa (PAIC)
Com a parceria entre o Governo do Estado do Ceará e os municípios do Estado, o programa atua com crianças matriculadas na rede estadual de ensino com até 7 anos de idade, para que elas tenham o domínio da leitura e da escrita, onde esse domínio é entendido como "condição prévia para o sucesso do aluno em outras aprendizagens escolares".

## Ligações Externas
- Site oficial